# Fernando Belluschi
Fernando Daniel Belluschi (* 10. September 1983 in Los Quirquinchos, Santa Fe) ist ein argentinischer Fußballspieler. Belluschis beste Position ist im offensiven Mittelfeld, er kann aber auch als hängende Spitze eingesetzt werden. 

## Karriere
Er startete seine Profikarriere bei den Newell’s Old Boys, mit denen er die Apertura im Jahr 2004 gewann. Im Jahr 2006 wechselte er zu River Plate und war dort Mannschaftskapitän. Im Januar 2008 wechselte er für 7,4 Millionen Euro (für 50 % der Spielerrechte) zu Olympiakos Piräus nach Griechenland. Er wurde mit Olympiakos Piräus zweimal griechischer Meister und Pokalsieger. 2009 wechselte er zum FC Porto nach Portugal. Mit Porto gewann er zweimal die Meisterschaft, zweimal den Pokal, dreimal den Supercup und 2011 sogar die UEFA Europa League. Anfang 2012 wurde er allerdings für den Rest der Saison in die Serie A zum CFC Genua ausgeliehen. 
Zur Saison 2012/13 wechselte Belluschi dann zum türkischen Erstligisten Bursaspor. Trotz eines Vertrages bis zum Sommer 2016 verließ Belluschie bereits im Sommer 2015 den Verein und wechselte zu CD Cruz Azul.

## Erfolge

### Mit der Nationalmannschaft
- U-20-Fußball-Südamerikameisterschaft: 2003

### Mit den Vereinen
Newell’s Old Boys
- Argentinische Meisterschaft: Apertura 2004

Olympiacos Piräus
- Griechische Meisterschaft: 2007/08, 2008/09
- Griechischer Fußballpokal: 2007/08, 2008/09

FC Porto
- UEFA Europa League: 2010/11
- Portugiesische Meisterschaft: 2010/11, 2011/12
- Portugiesischer Fußballpokal: 2009/10, 2010/11
- Portugiesischer Fußball-Supercup: 2009, 2010, 2011

Bursaspor
- Türkischer Pokalfinalist: 2014/15